# Mighindoala, Sibiu
Mighindoala (în dialectul săsesc Ängenduel, Mon'enduel, în germană Engenthal, Engeltal, Ingental, în maghiară Ingodály) este un sat în comuna Șeica Mare din județul Sibiu, Transilvania, România.
Este localizat la 46.0000 grade latitudine nordică și la 24.2833 longitudine estică la o altitudine de 557 de metri deasupra nivelului mării.
În anul 1975 satul avea peste 50 de case. În urma plecării sașilor și a unor alunecări de teren localitatea s-a depopulat. În anul 2004 mai erau doar 4 locuitori permanenți și aproximativ doar 10 clădiri încă în picioare. Printre ele se afla și biserica evanghelică. Biserica greco-catolică nu mai avea acoperiș și era năpadită de vegetație.În prezent satul este complet părăsit,neavând absolut niciun locuitor.Cimitirul a fost înghițit de vegetația care este într-o continuă dezvoltare în această zonă
Singurele activități economice sunt agricultura bazată pe metodele tradiționale de creștere a animalelor (oi, capre, vaci, cai, etc.)

### Istoric
Localitatea este menționată pentru prima dată în anul 1381 cu numele german Engental (Valea îngustă).

### Demografie
La recensământul din 1930 au fost înregistați 225 de locuitori, din care 155 români, 66 germani și 4 maghiari. Sub aspect confesional populația era alcătuită din 147 greco-catolici, 66 luterani, 8 ortodocși și 4 romano-catolici.
- În anul 1990 mai trăiau la Mighindoala 6 familii (aproximativ 20 locuitori, din care 8 sași și restul români)
- În anul 2004 în Mighindoala locuiau permanent 4 locuitori
- Din anul 2010 mai locuiesc în Mighindoala în mod permanent 2 locuitori
- Începând cu anul 2016 satul este declarat părăsit,complet nepopulat.

### Galerie foto

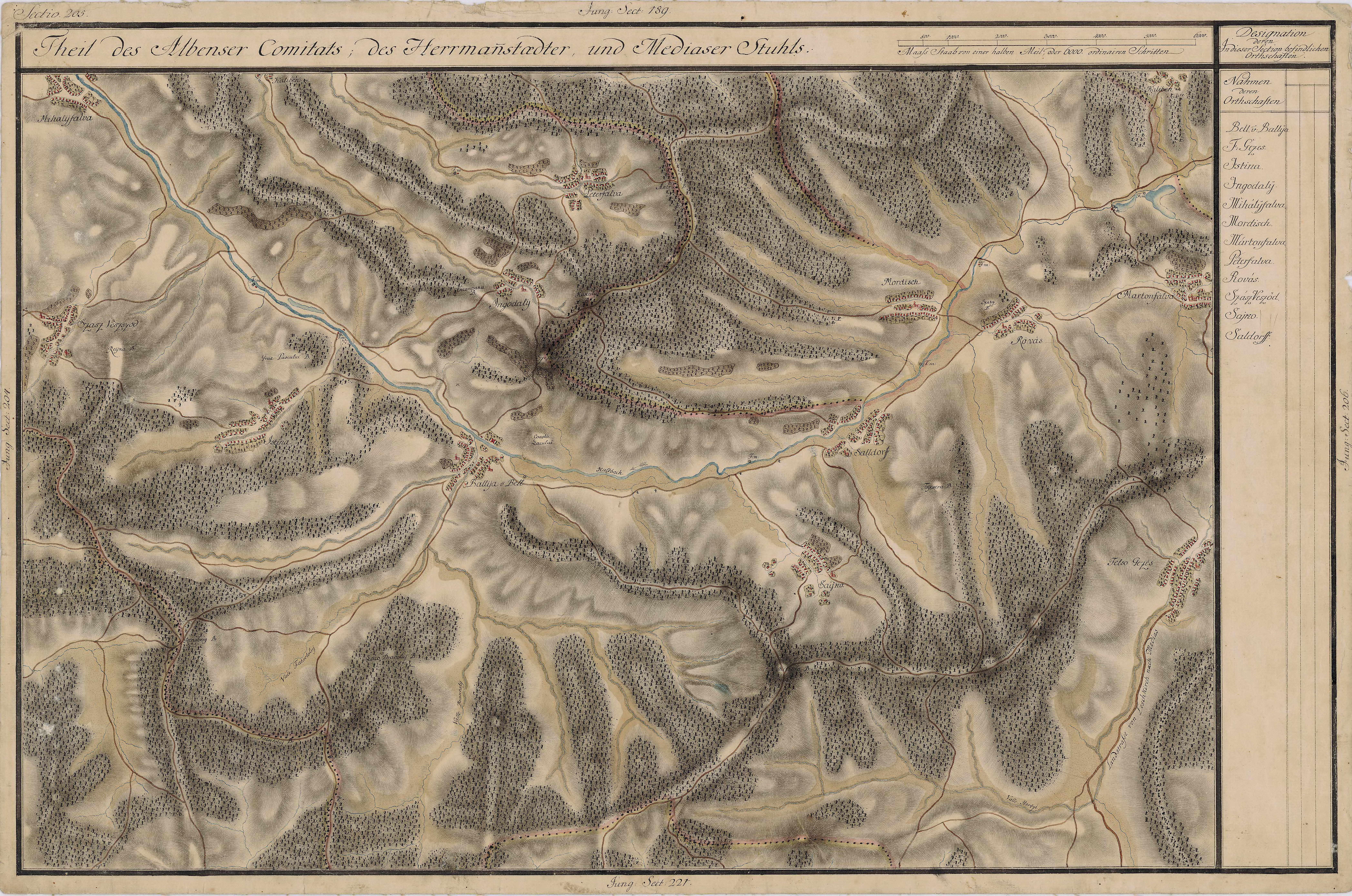
Mighindoala pe Harta josefină a Transilvaniei

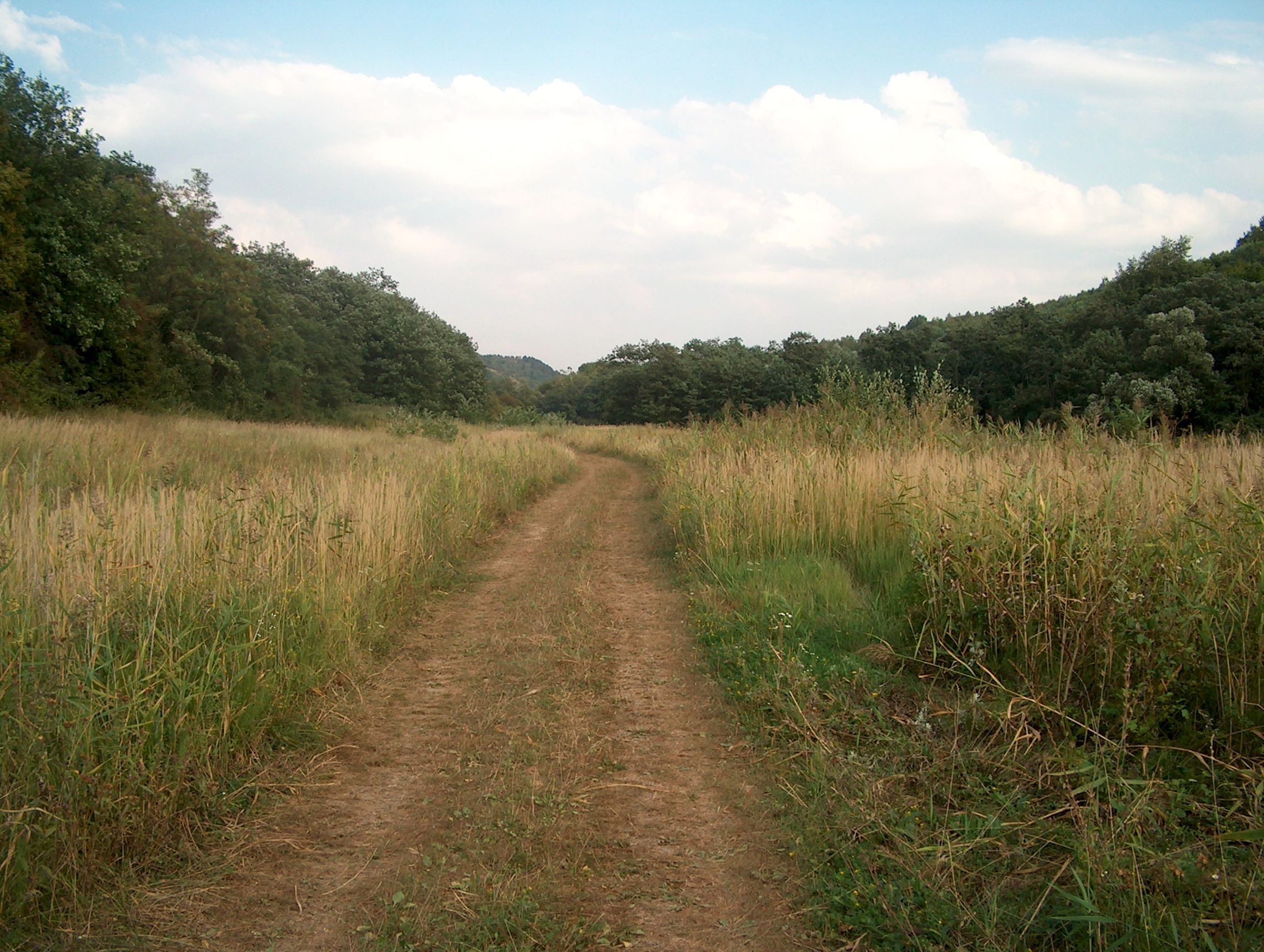
Drumul pe valea râului Mighindoala
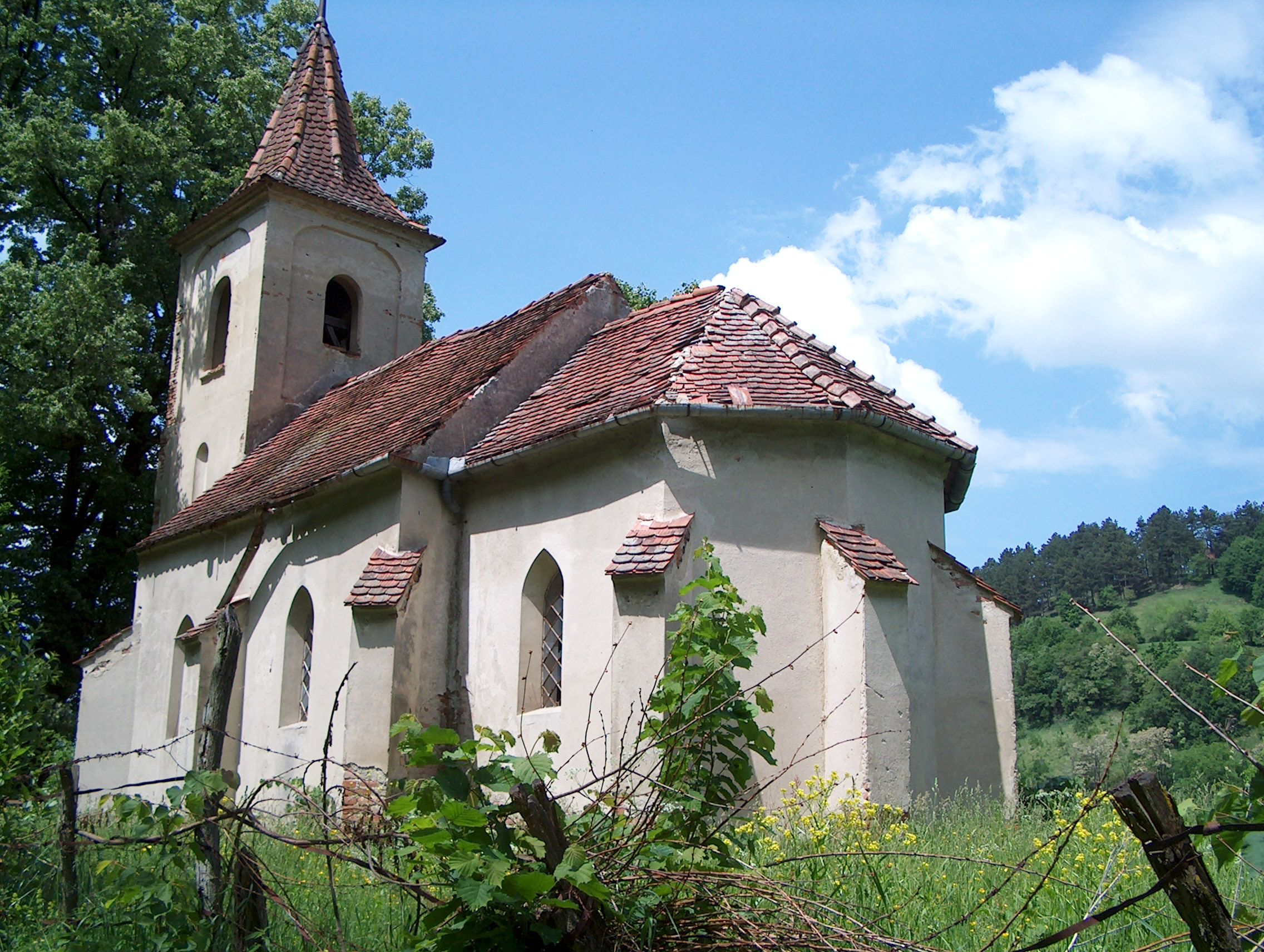
Biserica săsească
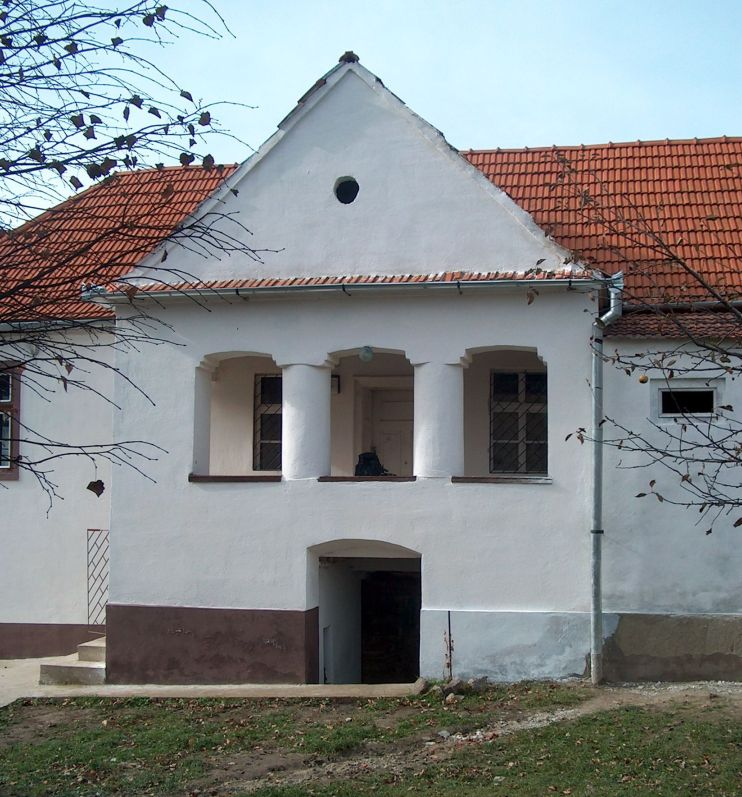
Casă din zonă, Mighindoala nr. 20
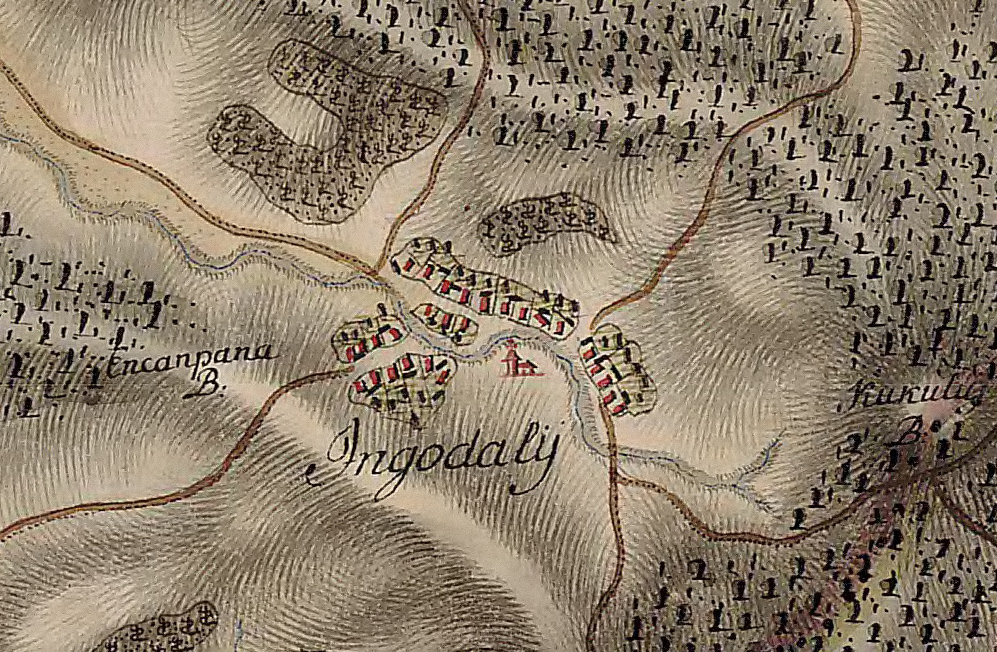
Satul Mighindoala pe harta josefină a Transilvaniei (1769-1773)
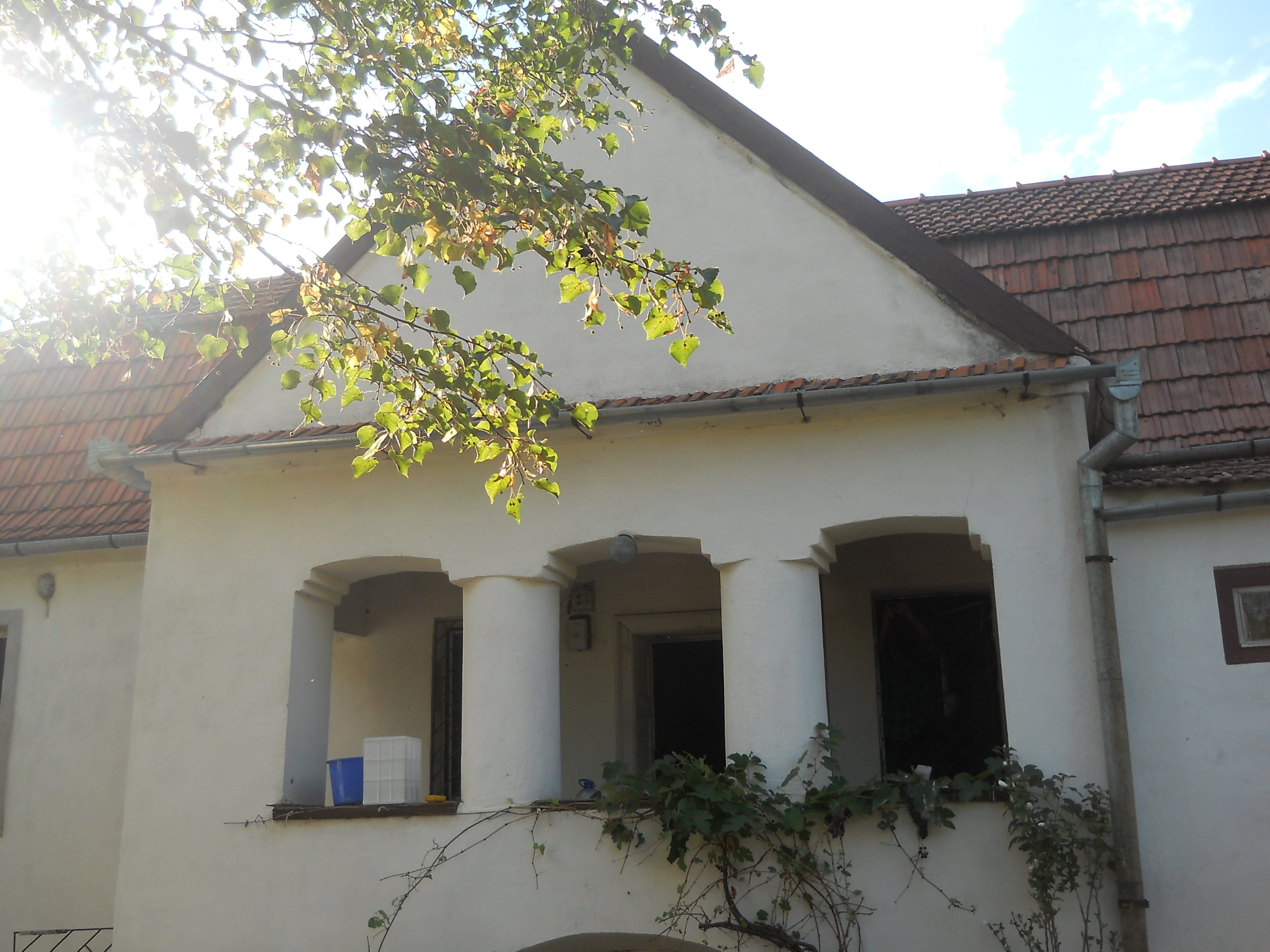
Detaliu casă tradițională din zonă
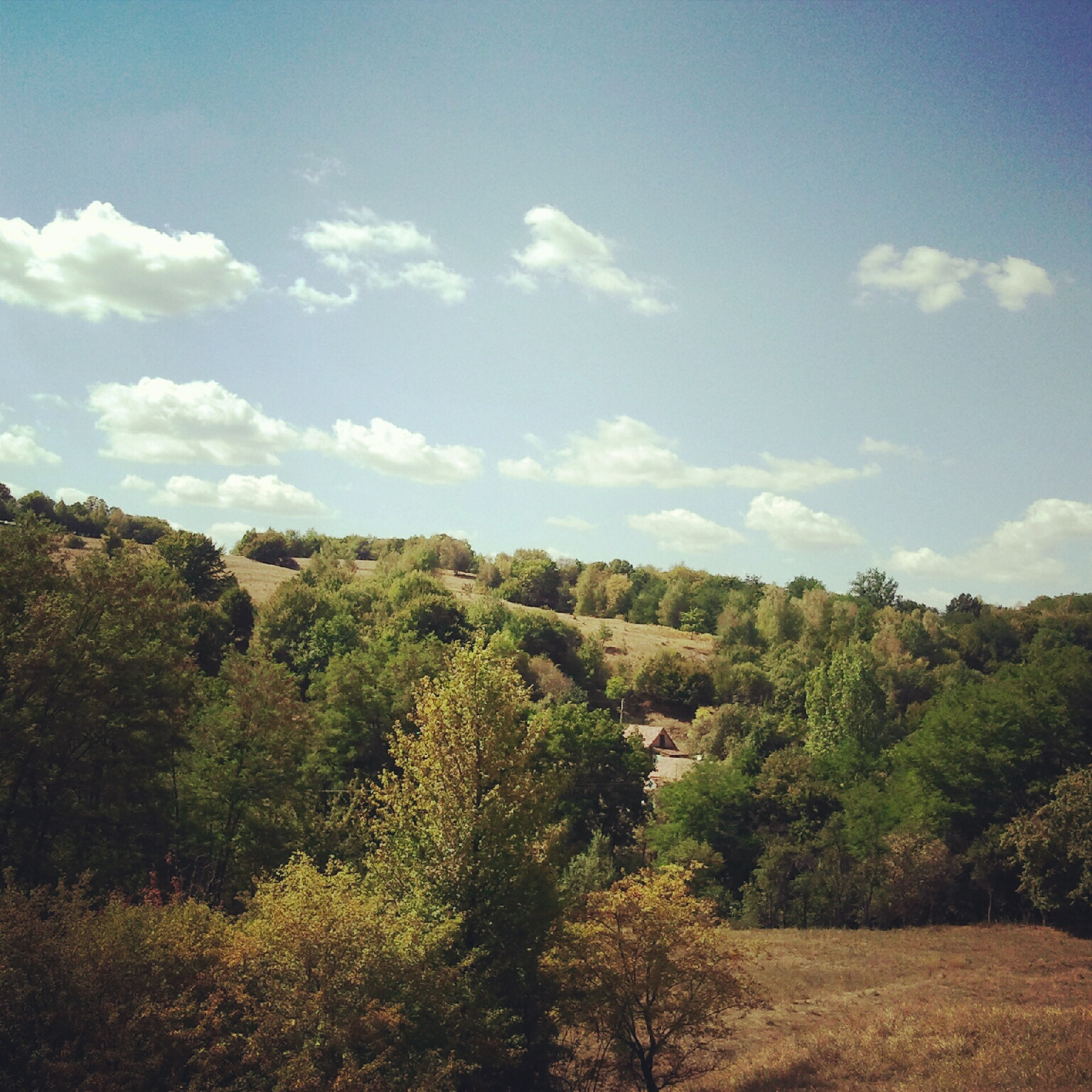
Peisaj în Mighindoala